# Jens Kistrup
Jens Kistrup (30. november 1925 i København – 8. januar 2003 på Frederiksberg) var en dansk journalist, anmelder og mag.art.
Han blev student i 1943 og var i langt over 50 år ansat på Berlingske Tidende. Her skrev han talrige artikler og anmeldelser om dansk teater og dets optrædende.
Han har bl.a. modtaget Publicistprisen i 1983, Den Berlingske Fonds Journalistpris i 1994 og Kjeld Abell-prisen i 1995. Han var selv uddeler af Otto Benzons Forfatterlegat fra 1965 til 1972.
Han blev gift i 1966.